# Chloriona tosaensis
Chloriona tosaensis är en insektsart som beskrevs av Matsumura 1935. Chloriona tosaensis ingår i släktet Chloriona och familjen sporrstritar. Inga underarter finns listade i Catalogue of Life.